# Arsenal de Namur
L'Arsenal de Namur est un long bâtiment de 100 mètres, sis en bord de Sambre, à Namur (Belgique). Construit en fin du XVIIe siècle, il sert de restaurant universitaire à l'université de Namur. Il est classé au patrimoine majeur de Wallonie.

## Construction
À la suite du siège victorieux de Namur durant la guerre de la ligue d’Augsbourg (1692), Louis XIV décide de faire de Namur, ville stratégiquement située au confluent de la Meuse et de la Sambre, la place forte la plus importante des Pays-Bas méridionaux. Il en confie la tâche à Vauban. Avec la citadelle et la série de forts secondaires entourant la ville, l'Arsenal fait partie des travaux entrepris par le grand stratège pour renforcer les défenses militaires de la ville. Il fut construit de 1692 à 1693. Ses murs très épais étaient percés d’étroites fenêtres. Sa solide charpente en chêne devait supporter le poids énorme des munitions.

## Utilisation et description
- Le matériel lourd était rangé au rez-de-chaussée et les munitions à l’étage. Un pont partant de cet étage donnait un accès direct à la Sambre facilitant ainsi l'approvisionnement en munitions acheminées par bateaux.
- Luc-Francis Genicot décrit ainsi ses trois étages :« En plan, chaque niveau est partagé en trois nefs d'égale hauteur par deux files répétitives de lourds poteaux. Le rez-de-chaussée, sis en contrebas du rempart de la Sambre, était destiné aux trains d'artillerie; il est desservi par trois coupes de portes en plein cintre trapu, ouvertes avec symétrie. Son  éclairage est mesuré à travers des fenêtres jadis barreaudées]. En revanche l'étage ne dispose au sud que d'un seul accès de plain-pied avec le quai, auquel le relie un pont sur cinq arches de pierre. Cet accès ressemble à une grande lucarne; dont la conception actuelle est due à R. Dury, compagnon du Tour de France. L'étage était presque aveugle. Au-dessus règnent des combles immenses, ventilées par quelques lucarnes espacées. Deux escaliers lents complétaient aux extrémités le jeu des circulations internes. Bref, une architecture d'ingénieur qui se suffisait d'une expression spartiate, sans fioritures, simplement belle[1]. »

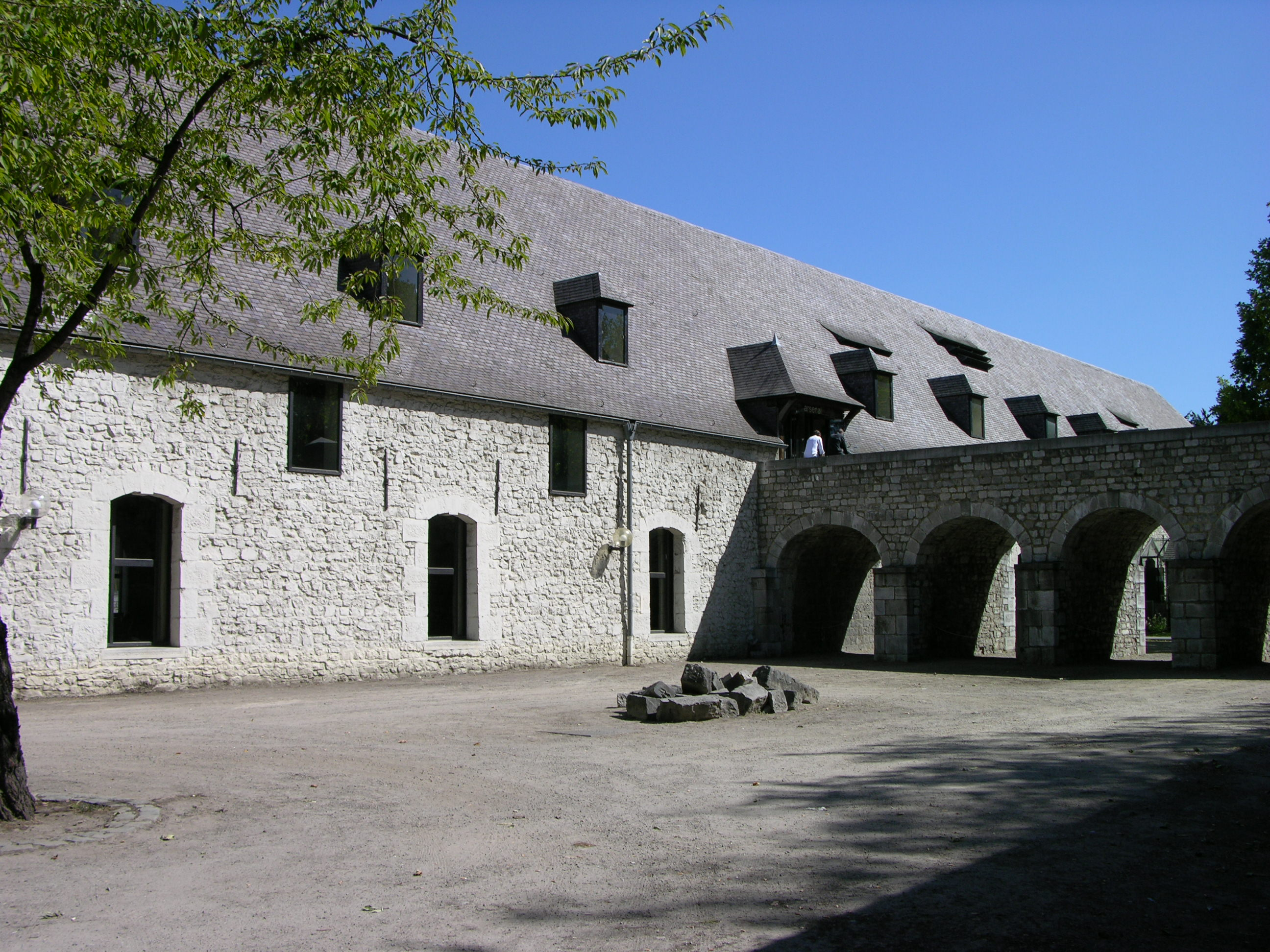
Un vaisseau massif fait de moellons de pierre calcaire et recouvert d'une imposante toiture d'ardoises violettes provenant des carrières de Fumay (Meuse)

- L’Arsenal fut utilisé par l’armée jusqu'à la fin de la Seconde Guerre mondiale. Abandonné pendant plusieurs années, il fut classé en 1972 au patrimoine majeur de Wallonie et restauré.

## Restauration
Acquis par les Facultés Notre-Dame de la Paix le bâtiment fut restauré et réaménagé sous la direction de l’architecte Roger Bastin (1977-1982).  Il y fit entrer plus de lumière en ouvrant des échancrures en longueur au bas des murs gouttereaux, mais la structure historique de l'ensemble fut cependant respectée. En face on peut voir le Centre social des Facultés, une cage résolument moderne avec un toit plat, faisant ainsi harmonieusement dialoguer  XVIIe siècle et XXe siècle.

## Aujourd’hui
Le rez-de-chaussée fut aménagé en restaurant universitaire principal de l'UNamur : très vaste il peut offrir des repas à plusieurs centaines de personnes. À l’étage se trouvent plusieurs larges salles de conférences et de congrès.